# VK 30.01 (H)
VK 30.01 (H) або Panzerkampfwagen VI (7.5 cm) - німецький важкий танк, що розроблявся фірмою «Хеншель» в 1937-40 роках як перспективна заміна Pz.Kpfw. IV. У конструкції використовувалося багато нововведень, таких як торсіонна підвіска, напівавтоматичні коробки передач і многорадіусні механізми повороту.   Випробування прототипів виявили ряд проблем, а з початком війни основний пріоритет був відданий збільшенню випуску серійних танків, тому роботи над VK 30.01 (H) велися повільно. 
До початку 1942 року стало ясно, що танк в серію не піде. Нульову серію з восьми танків скасували і в підсумку випустили 4 шасі і 6 веж. Один танк був зібраний цілком і використовувався як навчальний. Шасі використовувалися для випробувань і в якості бази для побудови двох САУ Sturer Emil. Напрацювання щодо VK 30.01 (H) в подальшому використовувалися на інших німецьких танках і привели до створення Pz.Kpfw. VI Tiger H1 . 

## Позначення
Було виготовлено три дослідних шасі, які використовувалися для випробування різних вузлів і агрегатів. Коли в травні 1941 року Адольф Гітлер наказав почати розробку самохідних протитанкових установок з потужними гарматами калібру 105 і 128 мм, для шасі, побудованих для VK 3001 (Н) знайшлося інше застосування.
- BW (verstaerkt) (BW посилений). Позначення BW використовувалося для Pz.Kpfw. IV, тобто новий танк повинен був займати його тактичну нішу.
- IW (Infanteriewagen) - танк підтримки піхоти, ухвалено 12 березня 1937 року
- DW (Durchbruchswagen) - танк прориву, прийнято 28 квітня 1937 року
- VK 30.01 - позначення за новою системою, листопад 1939 року
- VK 30.01 (H) - вказівка виробника введено для того, щоб розрізняти VK 30.01 фірми Porsche KG.
- Panzerkampfwagen VI (7.5 cm) - 31 жовтень 1940 року

## Історія створення

### VK 30.01
Конструктори Henschel не зупинилися на провалі з DWI і DWII. 9 вересня 1938 року Henschel отримав дозвіл на продовження розробки нового середнього танка як продовження проекту DW. Було створено два схожих прототипу: VK3001 (H) і більш важкий (40 тонн) VK3601 (H). Обидва прототипи мали безліч загальних деталей і агрегатів, що зробило б їх виробництво і обслуговування набагато простіше. Всього було виготовлено 4 машини, два в березні 1941 року, а два інших - в жовтні 1941 року. Спочатку планувалося озброїти танк 75-мм гарматою 7,5 KwK37 L / 24 або 105-мм L / 28, але ні на один прототип так і не була встановлена башта.
На «VK3001 (H)» планувалося встановлювати 6-циліндровий двигун Maybach HL 116 потужністю 300 к.с. при 3000 об / хв дозволяв 30-тонній бойовій машині рухатися зі швидкістю 35 км / год по шосе.
У березні 1941 року перші два VK3001 (H) були готові і в період з серпня 1941 року по березень 1942 року були переобладнані в самохідні гармати, озброєні 128-мм гарматами: 12,8 cm Kanone 40 (PzSfl). Ці САУ відомі як 12,8 cm Kanone 40 auf Sf (VK 3001 H), а також як Упертий Еміль, вони воювали на східному фронті на території СРСР. Два інших прототип , які були завершені в жовтні 1941 року, залишилися на території заводу Henschel і були використані як відновлювальні, тренувальні та випробувальні машини.

## Опис конструкції

### Корпус і башта
Корпус VK3001 (H) (як і VK3601 (H) ) конструктивно схожий на PzKpfw IV . У передній частині знаходилися елементи трансмісії, а також місця: зліва механік-водій, праворуч стрілок-радист. Бойове відділення займало всю середню частину корпусу. Тут знаходився командир, навідник і заряджаючий.
У башті планували встановити 75-мм гармату 7,5 KwK37 L / 24 з кутами вертикального наведення від -10 ° до +20 або 105-мм гармату L / 28, і один 7,92-мм кулемет MG-34, другий кулемет перебував в лобовій броні корпусу справа де знаходиться радист, і міг наводитися по вертикалі в межах від -10 ° до + 20 °, і по горизонту від -15 ° до + 15 °. Для наведення на ціль знаряддя планували використовувати приціл TZF9 ,що мав 2,5-кратне збільшення і кут огляду 24° . Кулемети оснащувалися прицілами Kg ZF2 з 1,8-кратним збільшенням і кутом огляду 18 °.

### Ходова частина
На «VK3001 (H)» планувалося встановлювати 6-циліндровий двигун Maybach HL 116 потужністю 300 к.с. при 3000 об/хв дозволяв 30-тонній бойовій машині рухатися зі швидкістю 35 км / год по шосе.

### Двигун і трансмісія
На VK3001 (H) планувалося встановлювати 6-циліндровий двигун Maybach HL 116 потужністю 300 к.с. при 3000 об/хв дозволяв 30-тонній бойовій машині рухатися зі швидкістю 35 км/год шосе.

### Засоби зв'язку і спостереження
На машину передбачалося встановити радіостанцію FuG5, що працює в діапазоні до 27,2-33,3 МГц, маючи потужність передавача 10 Вт, вона забезпечувала дальність зв'язку до 9,4 км в телеграфному і 6,4 км в телефонному режимах.

## У масовій культурі

### Комп'ютерних іграх
VK3001 (H) можна зустріти в грі «World of Tanks», що випускається Wargaming.net .

### У моделизмі
VK3001 (H) в масштабі 1:35 випускає фірма «Trumpeter». Модель має хорошу якість літників, і непогану копійність.